# Бутинское лесничество
 Бутинское лесничество  — упразднённый населенный пункт в Альметьевском районе Татарстана. Входил в состав Альметьевского сельского поселения. Исключен из учётных данных в 2025 году.

## География
Находится в юго-восточной части Татарстана на расстоянии приблизительно 18 км по прямой на северо-запад от районного центра города Альметьевск.

## История
Основан населенный пункт как кордон в 1920 году. С 2004 года лесничество входит в состав Калейкинского лесхоза.

## Население
Постоянных жителей было около 50 человек (в 1940—1950-х годах), 9 в 2010.